# 세르비아 배구 국가대표팀
세르비아 배구 국가대표팀(세르비아어: Одбојкашка репрезентација Србије, Odbojkaška reprezentacija Srbije)은 세르비아를 대표하여 국가대항전에 참가하는 배구 국가대표팀으로 세르비아 배구 연맹에 의해 운영된다. 

## 같이 보기
- 유고슬라비아 배구 국가대표팀
- 세르비아 몬테네그로 배구 국가대표팀